# Domenico Guardasoni

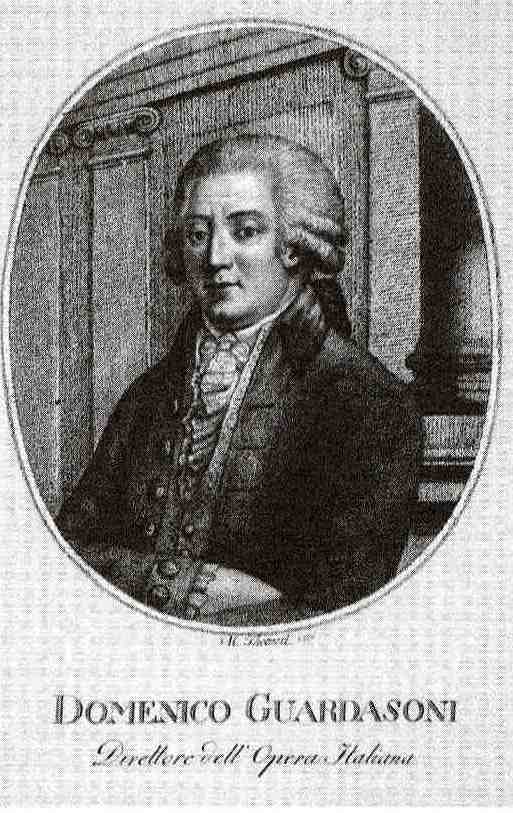
Guardasoni por Medard Thoenert, ~1787

Domenico Guardasoni (Módena, ~1731 – Viena, 14 de junio de 1806) fue un tenor y empresario teatral italiano.

## Trayectoria
Debutó con la compañía de Giuseppe Bustelli, de la que luego fue director. También fue director del Teatro de Praga, donde representó varias obras de Mozart con la compañía de Pasquale Bondini.